# Лозова (притока Барестової)
Лозова — річка в Олексіївській сільській громаді Лозівського району та Кегичівській селищній громаді Берестинського району Харківської області, ліва притока Берестової (басейн Дніпра).

## Опис
Довжина річки 11  км., похил річки — 3,0 м/км. Формується з 2 водойм. Площа басейну 42,9 км². Літом в деяких місцях пересихає.

## Розташування
Лозова бере початок на заході від села Єфремівка, тече переважно на північний захід через село Лозова. На південно-західній околиці села Парасковія впадає у річку Берестову, праву притоку Орелі.

## Притоки
- Балка Яковенкова — права притока у селі Лозова[1]